# Großsteingrab Wulksfelde
Das Großsteingrab Wulksfelde ist eine nur in Resten erhaltene megalithische Grabanlage der jungsteinzeitlichen Nordgruppe der Trichterbecherkultur bei Wulksfelde, einem Ortsteil der Gemeinde Tangstedt im Kreis Stormarn in Schleswig-Holstein. Es trägt die Fundplatznummer Wulksfelde LA 11.

## Lage
Das Grab liegt in einem Waldstück nördlich von Wulksfelde und südlich von Rade, wenige Meter östlich der Alster. Etwa 100 m nördlich befinden sich vier Grabhügel.

## Beschreibung
Die Anlage besitzt ein ostsüdost-westnordwestlich orientiertes Hünenbett mit einer Länge von 139 m, einer durchschnittlichen Breite von 12 m und einer erhaltenen Höhe von 0,2 m. Die Ränder gehen fließend in das umgebende Gelände über. An der nördlichen Langseite sind einige flache Vertiefungen auszumachen, eventuell Standspuren entfernter Umfassungssteine. Die Oberfläche des Hünenbetts weist in der Mitte und im westlichen Drittel zwei größere, langovale Vertiefungen auf. Zwischen diesen liegen auf einer nord-südlichen Linie zwei kleinere Vertiefungen. Vielleicht handelt es sich um Spuren zerstörter Grabkammern.